# Wohnhausgruppe Herderstraße

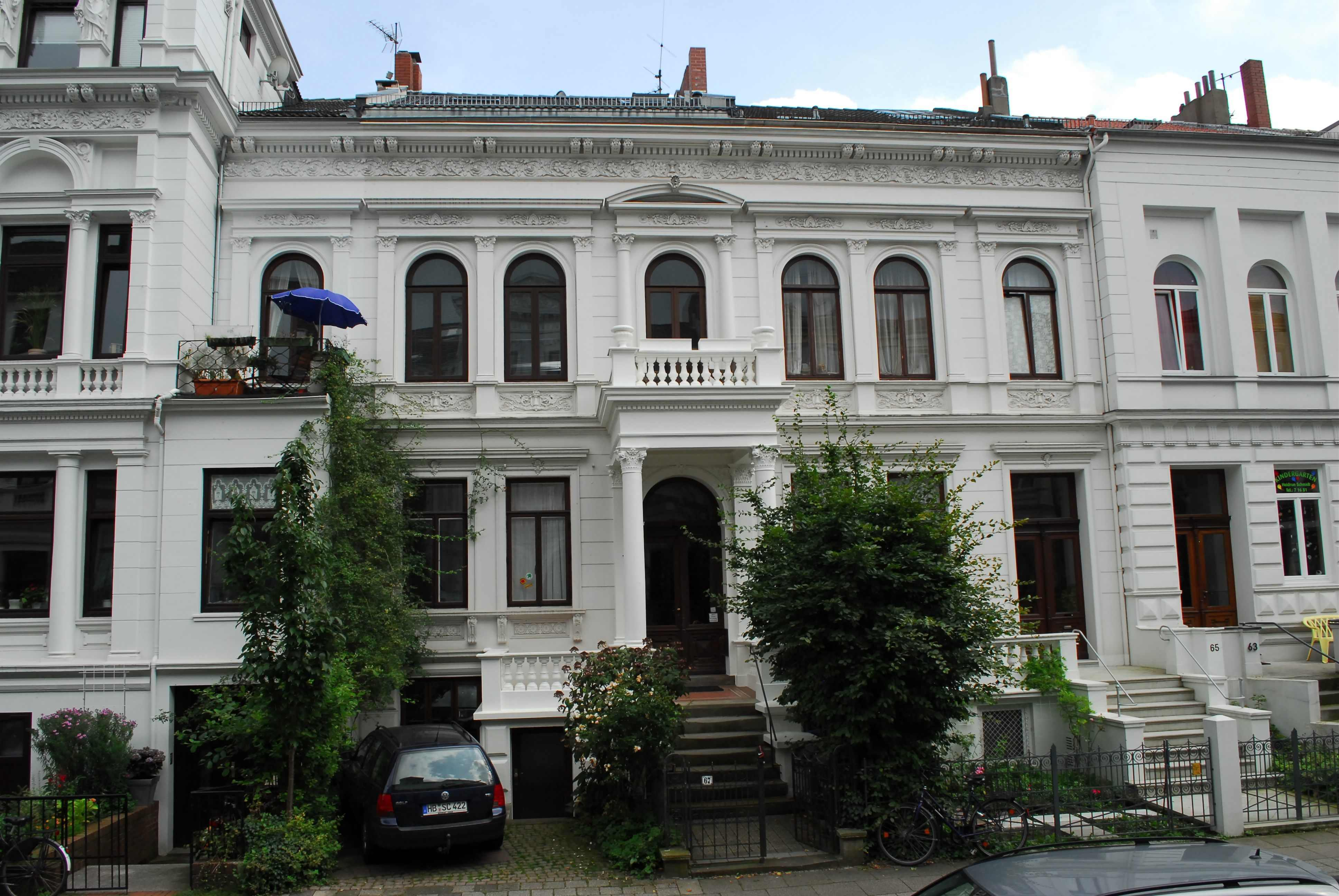
Wohnhausgruppe Herderstraße; Nr. 67

Die drei Wohnhausgruppen Herderstraße in Bremen, Stadtteil Östliche Vorstadt, Ortsteil Fesenfeld, Herderstraße, entstanden 1871/73 bzw. um 1890. Diese Gebäudegruppen stehen seit 1975 bzw. 1973 unter Bremer Denkmalschutz.
Die Herderstraße führt in Nord-Süd-Richtung von den Bahngleisen über die Bismarckstraße, Schönhausenstraße, Feldstraße zur Humboldtstraße. Sie wurde 1871 angelegt und benannt nach dem Dichter, Theologen, Geschichts- und Kulturphilosophen Johann Gottfried Herder (1744–1803).

## Geschichte
Die verputzten zwei- bis dreigeschossigen Wohnhäuser wurden 1871 bis 1873 bzw. einige Häuser 1890 bis 1893 in der Epoche des Historismus für eine Mittel- und Oberschicht erbaut.

Zu den drei Ensembles gehören die Häuser
- Nr. 13, 15 und 17 von 1872 im spätklassizistischen Stil nach Plänen von Maurermeister und Bauherr Johann Friedrich Kümpfer; die drei Gebäude sind außerdem jeweils als Einzeldenkmal geschützt;[2]
- Nr. 28, 30, 32, 34, 36 und 38 von 1871/72 nach Plänen von Maurermeister, Bauunternehmer und Bauherr Lüder Rutenberg; Nr. 36 ist zugleich als Einzeldenkmal geschützt;[3]
- Nr. 39, 41 bis 72 und die geradzahligen Nrn. von 74 bis 92 nach Plänen von zumeist unbekannten Planern; die Häuser Nr. 65, 67 und 92 sind außerdem als Einzeldenkmal geschützt, die Gebäude Herderstraße 45, 50, 61, 66 und Schönhausenstraße 64 sind Ensemble-Bestandteile ohne Denkmalwert;
  - Nr. 64, 68, 86, 88 und 90 von 1890 von unbekannten Planern;
  - Nr. 92 von 1893 nach Plänen von Fritz Dunkel;
  - Nr. 71, Haus Herder-Klinik von 1875 bzw. um 1910, Planer unbekannt.

Aktuell (2018) werden die Gebäude weitgehend als Wohnhäuser genutzt.
Der gewählte Häusertyp Bremer Haus wurde in Bremen zwischen der Mitte des 19. Jahrhunderts und den 1930er Jahren errichtet. Typisch ist dabei das Souterrain als Tiefparterre, die tiefe Gebäudeform und der seitliche Eingang.

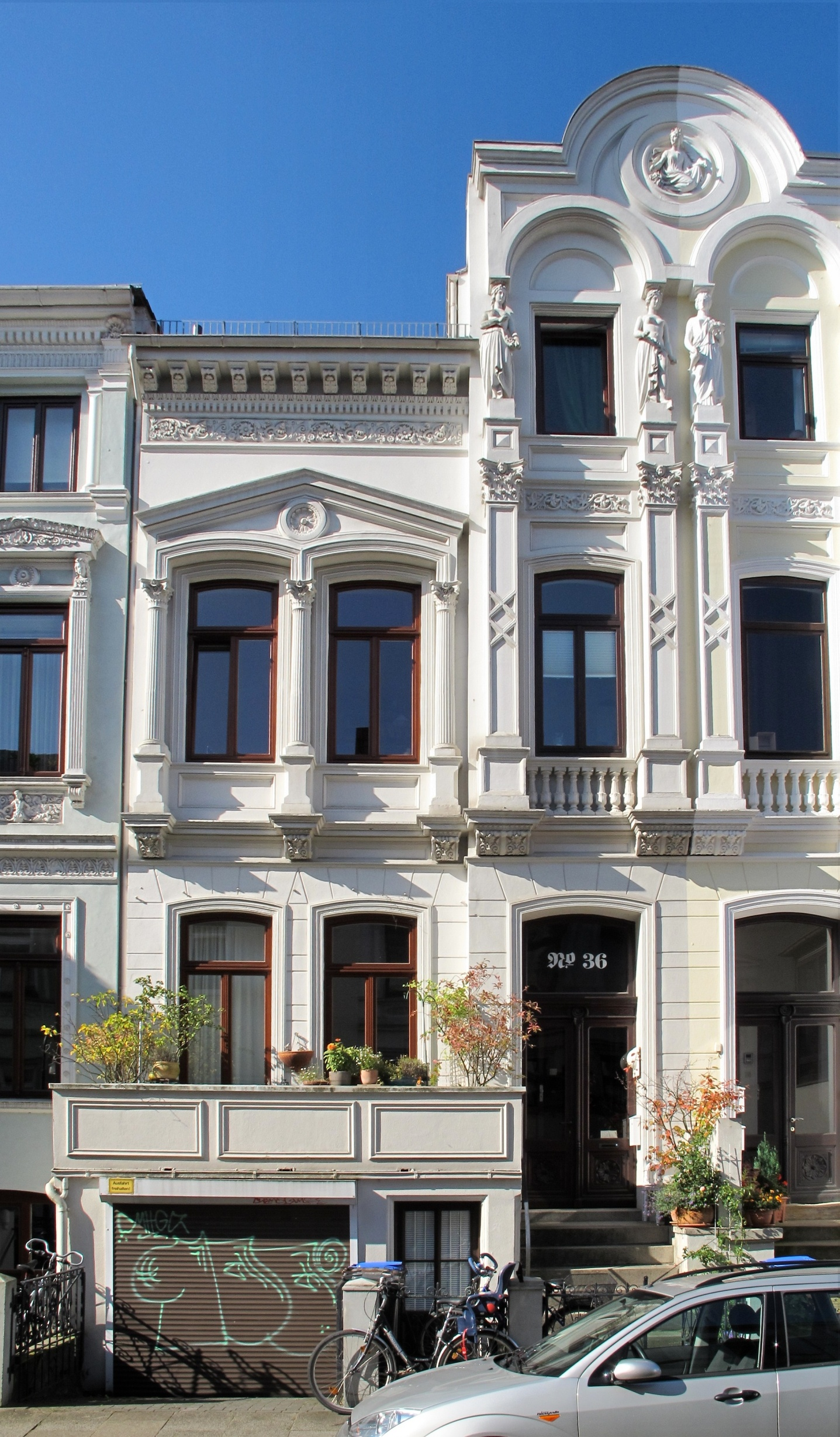
Nr. 36
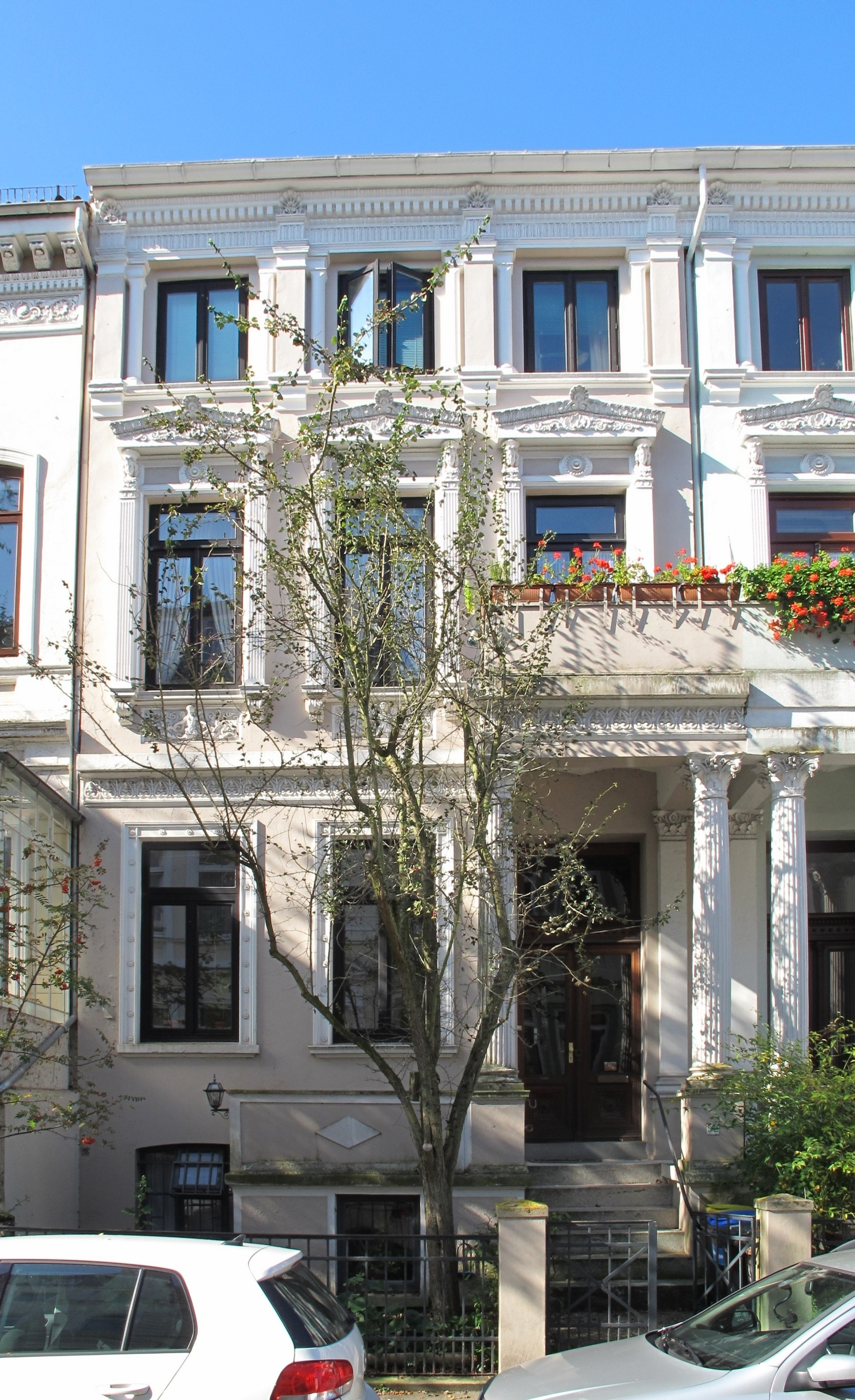
Nr. 32
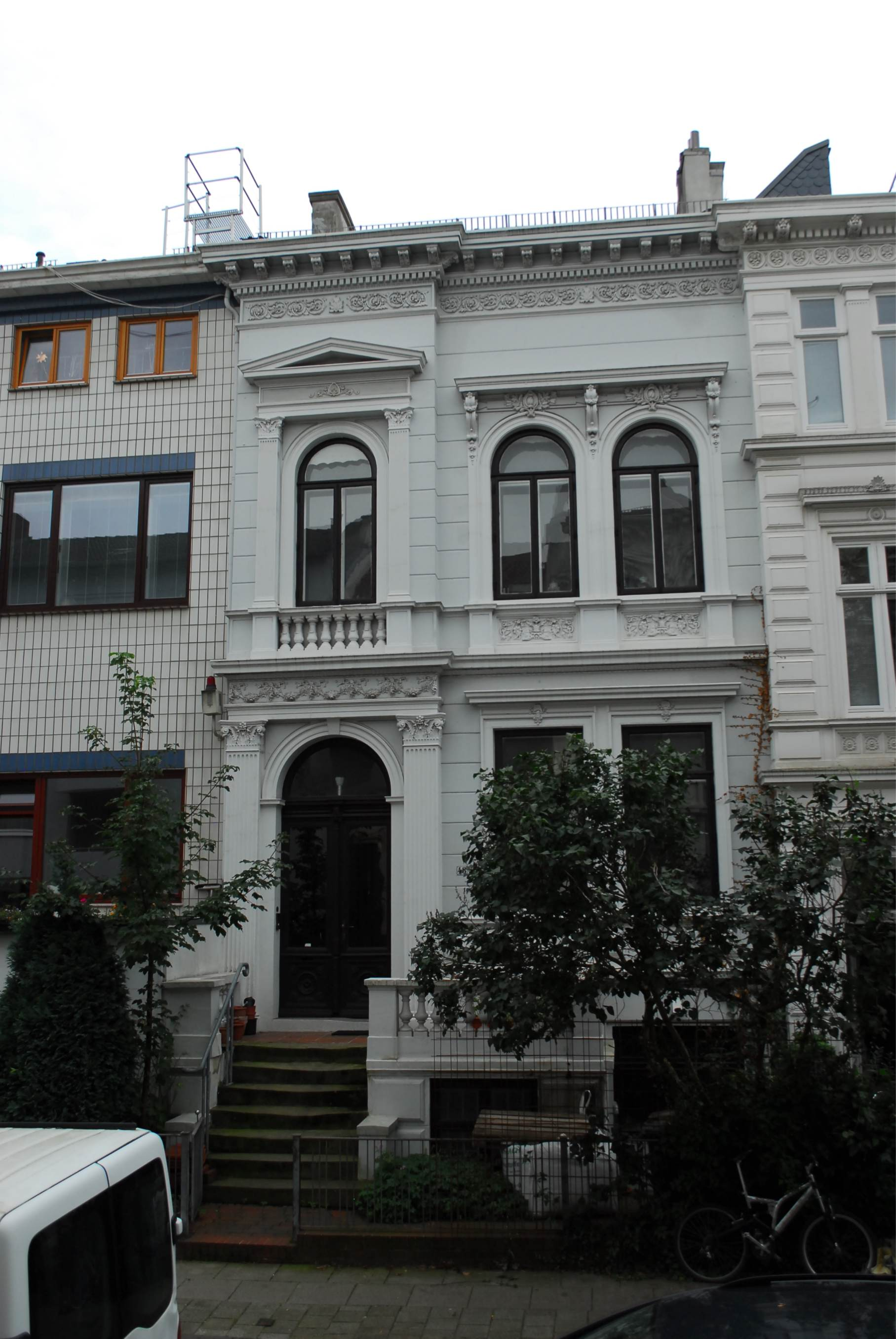
Nr. 43
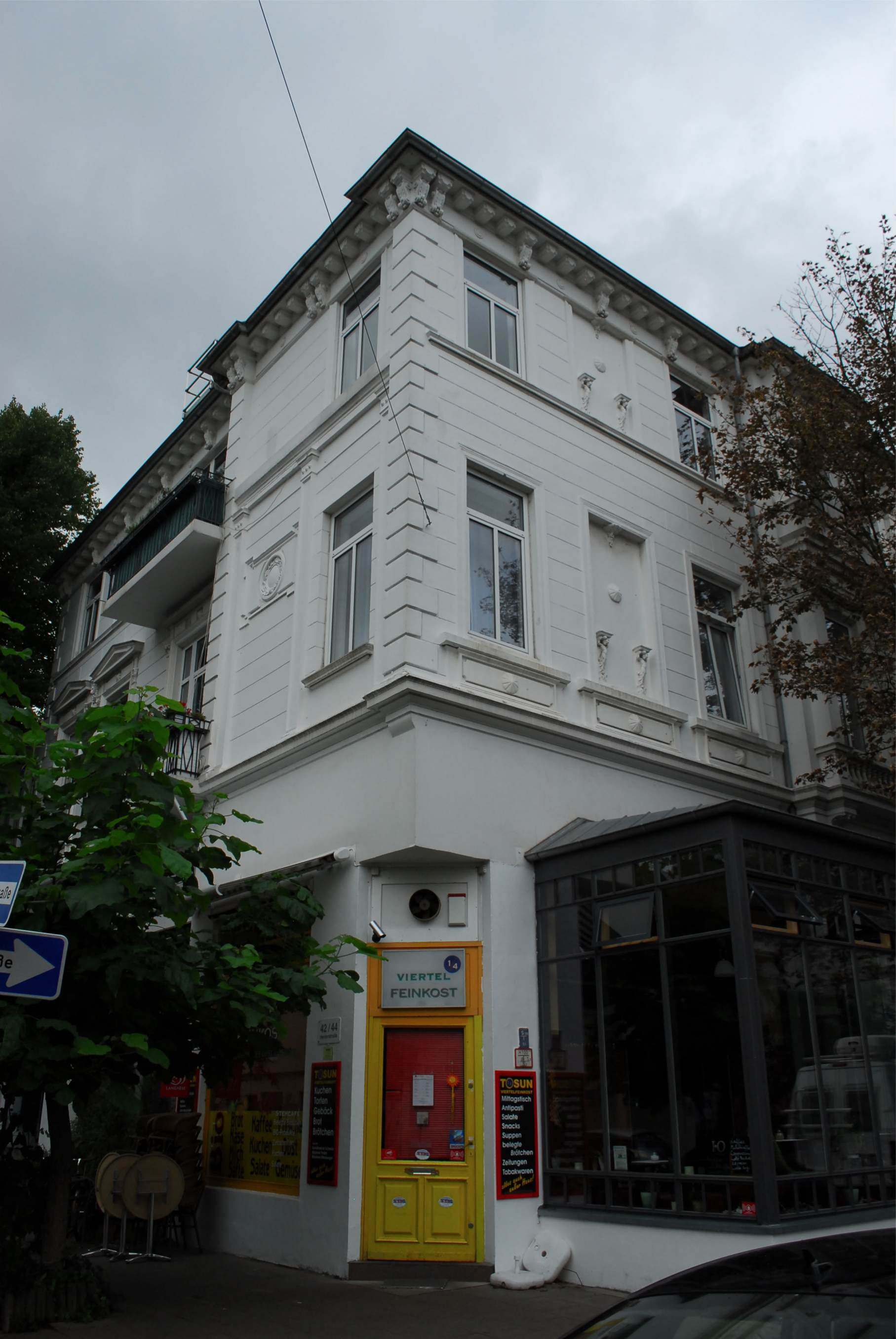
Nr. 44
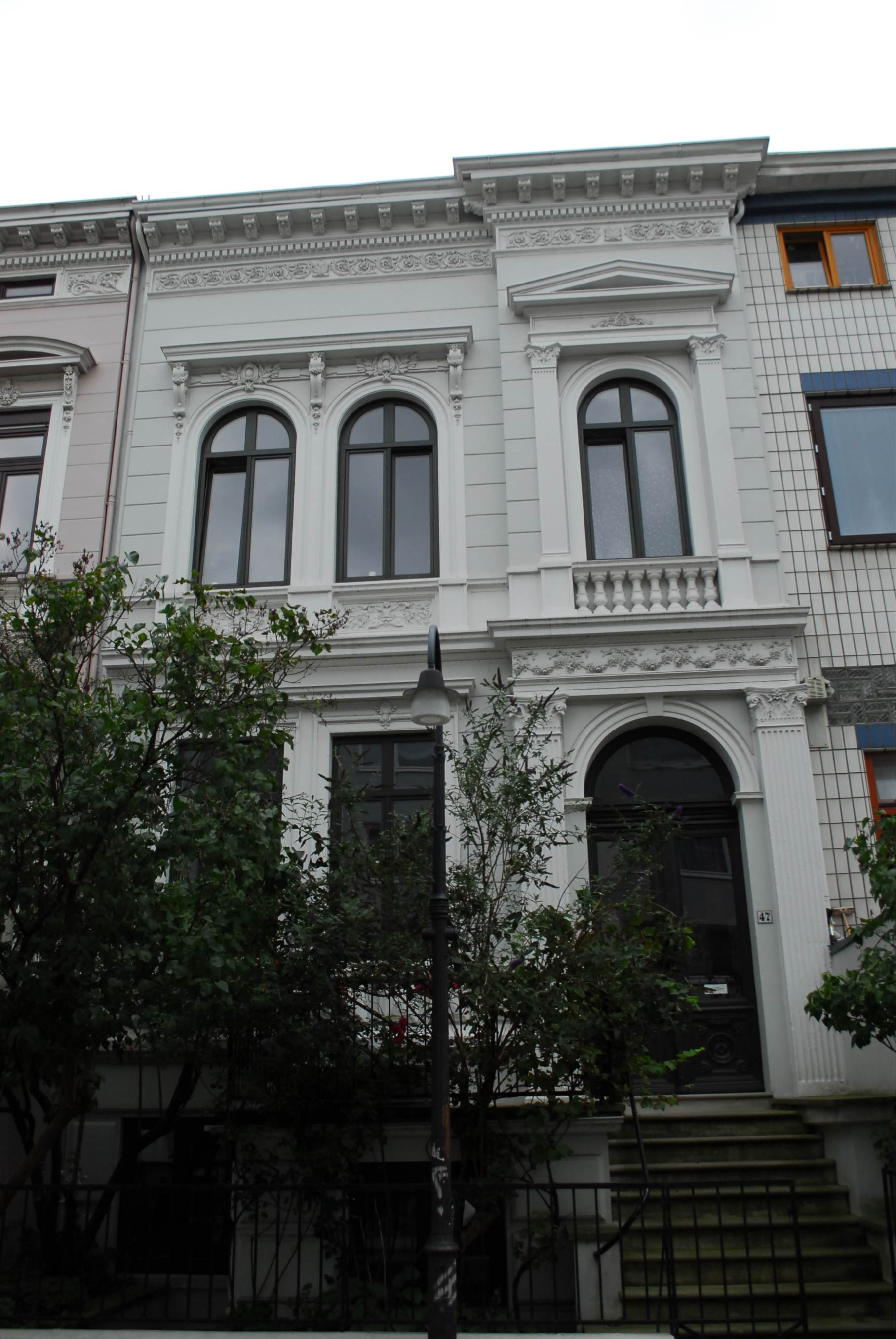
Nr. 47
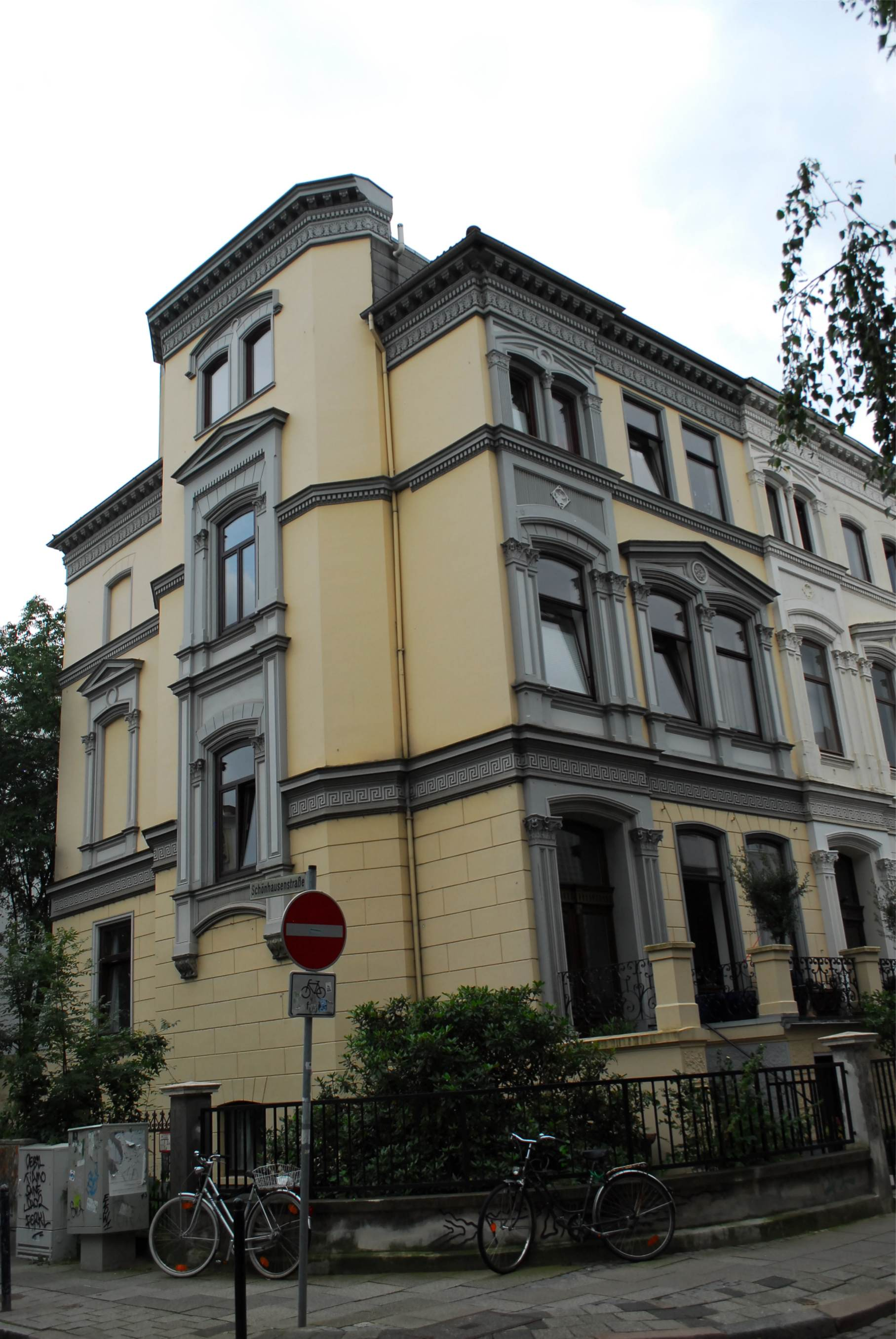
Nr. 53 Ecke Schönhausenstraße
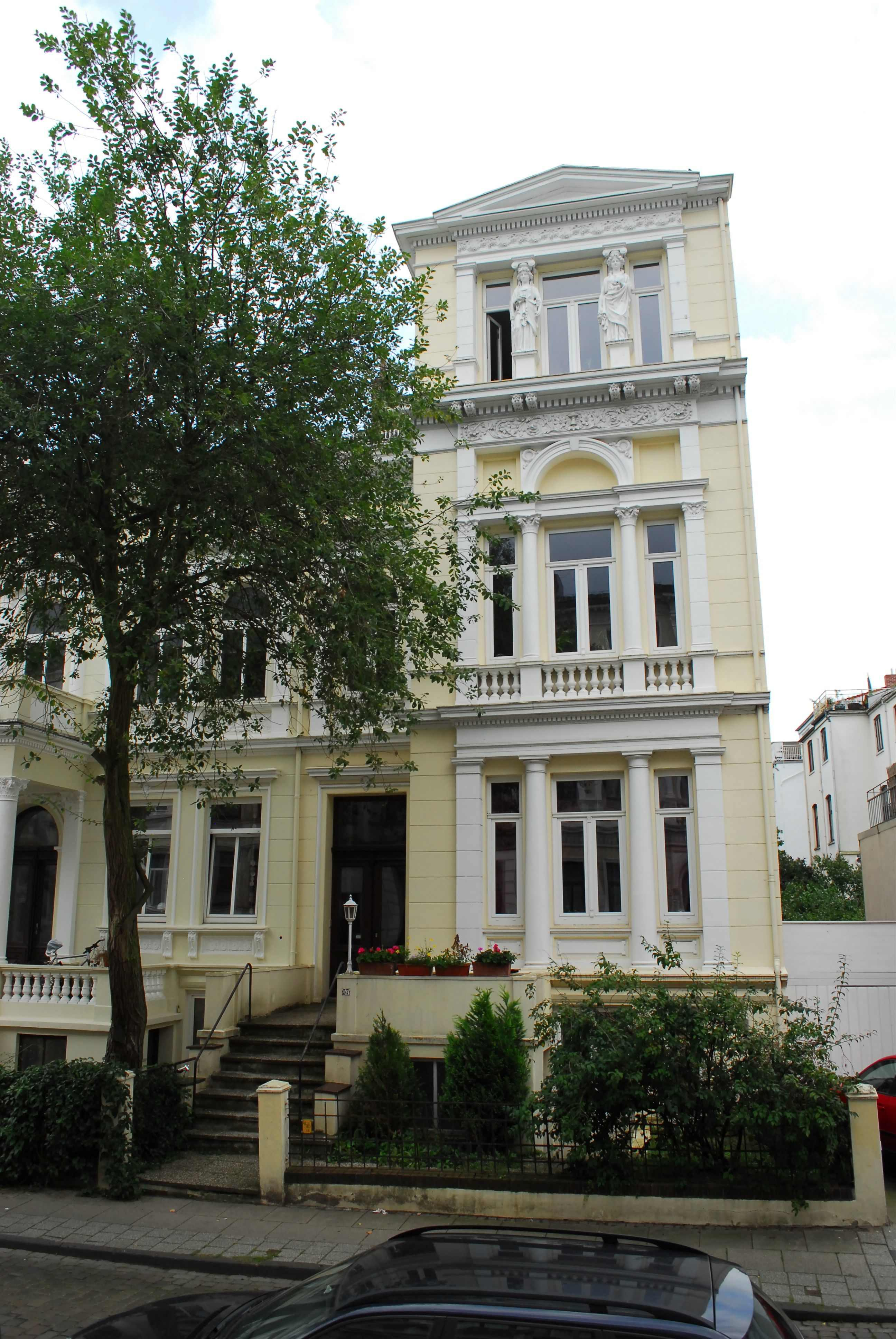
Nr. 57
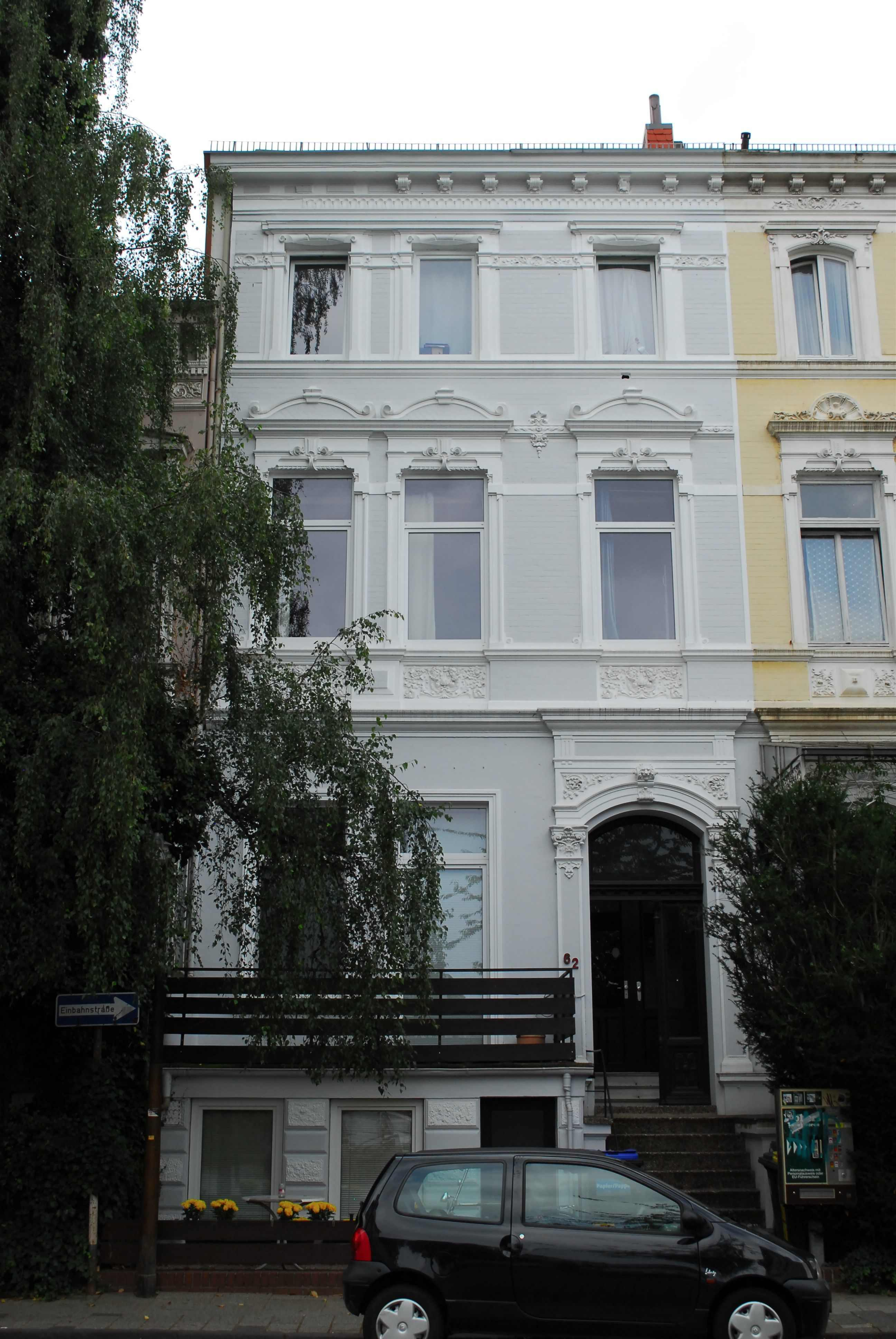
Nr. 62
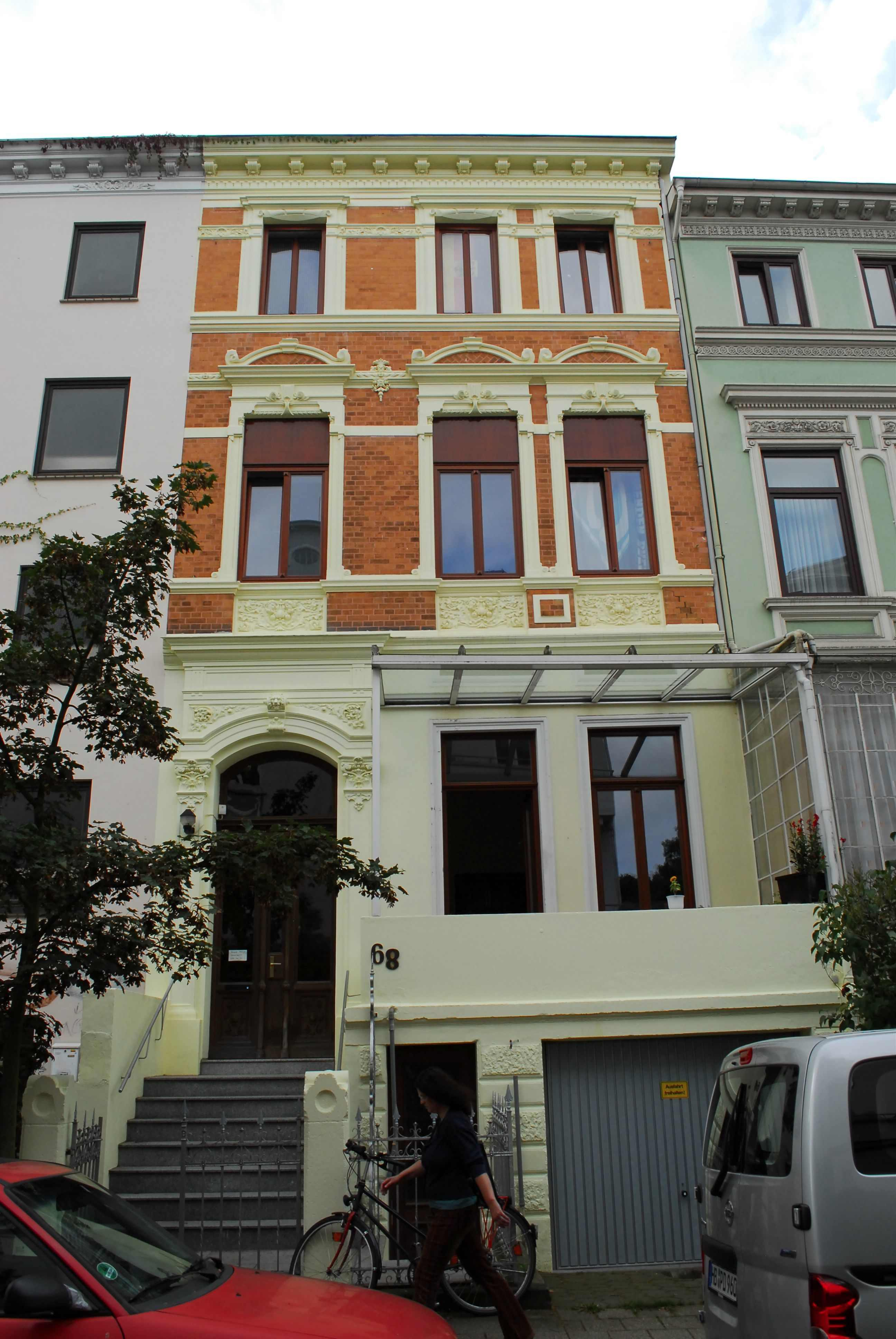
Nr. 68
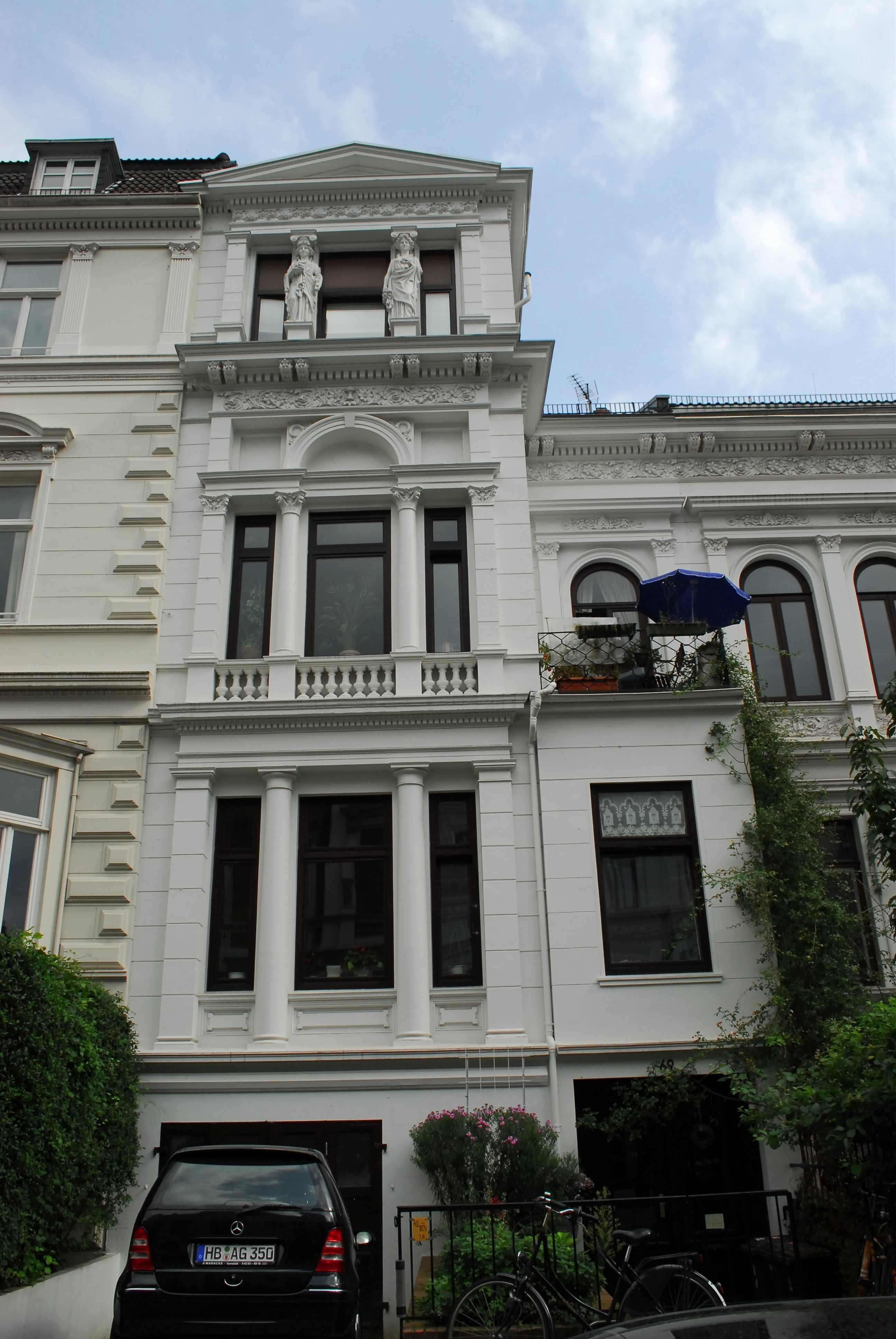
Nr. 69
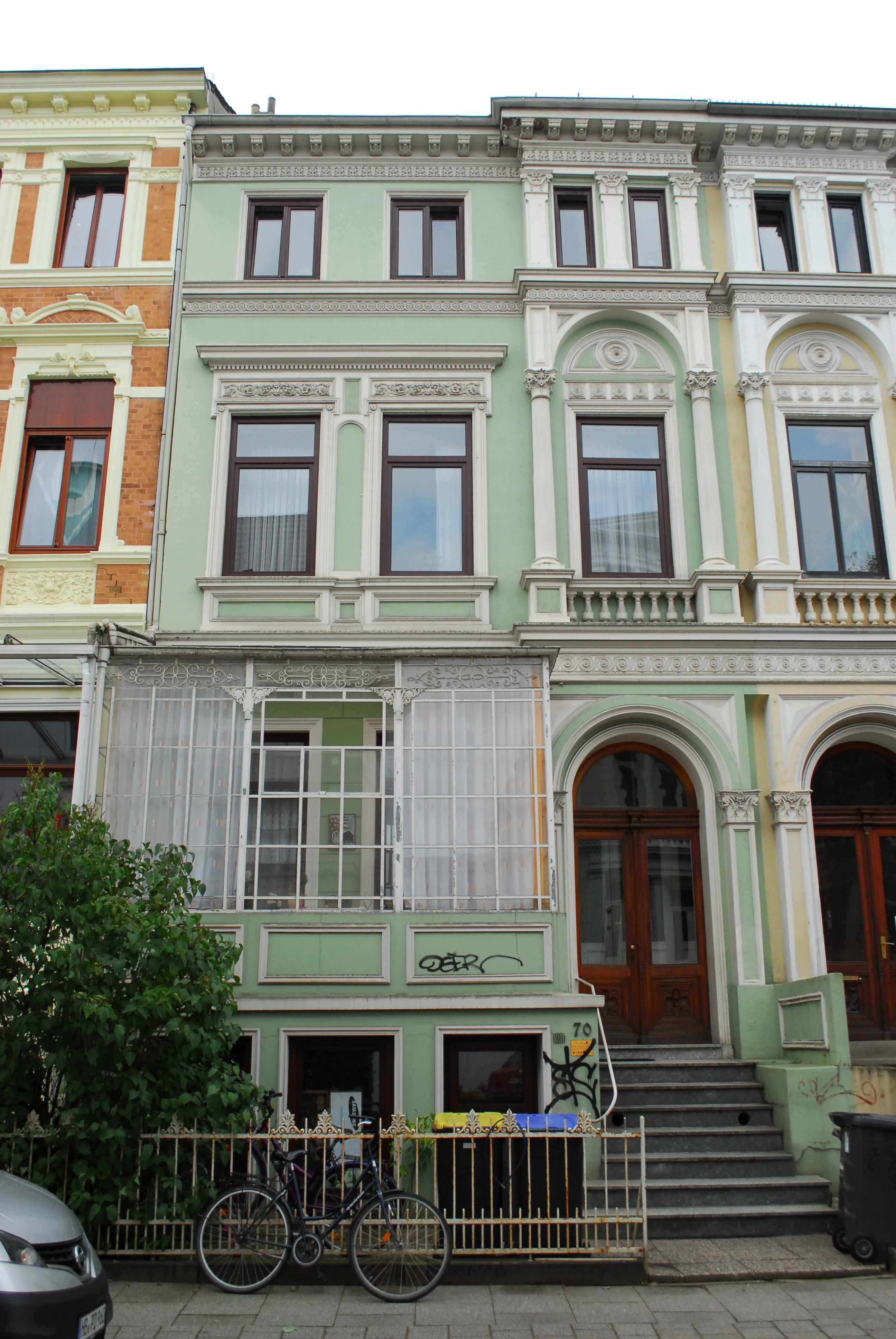
Nr. 70
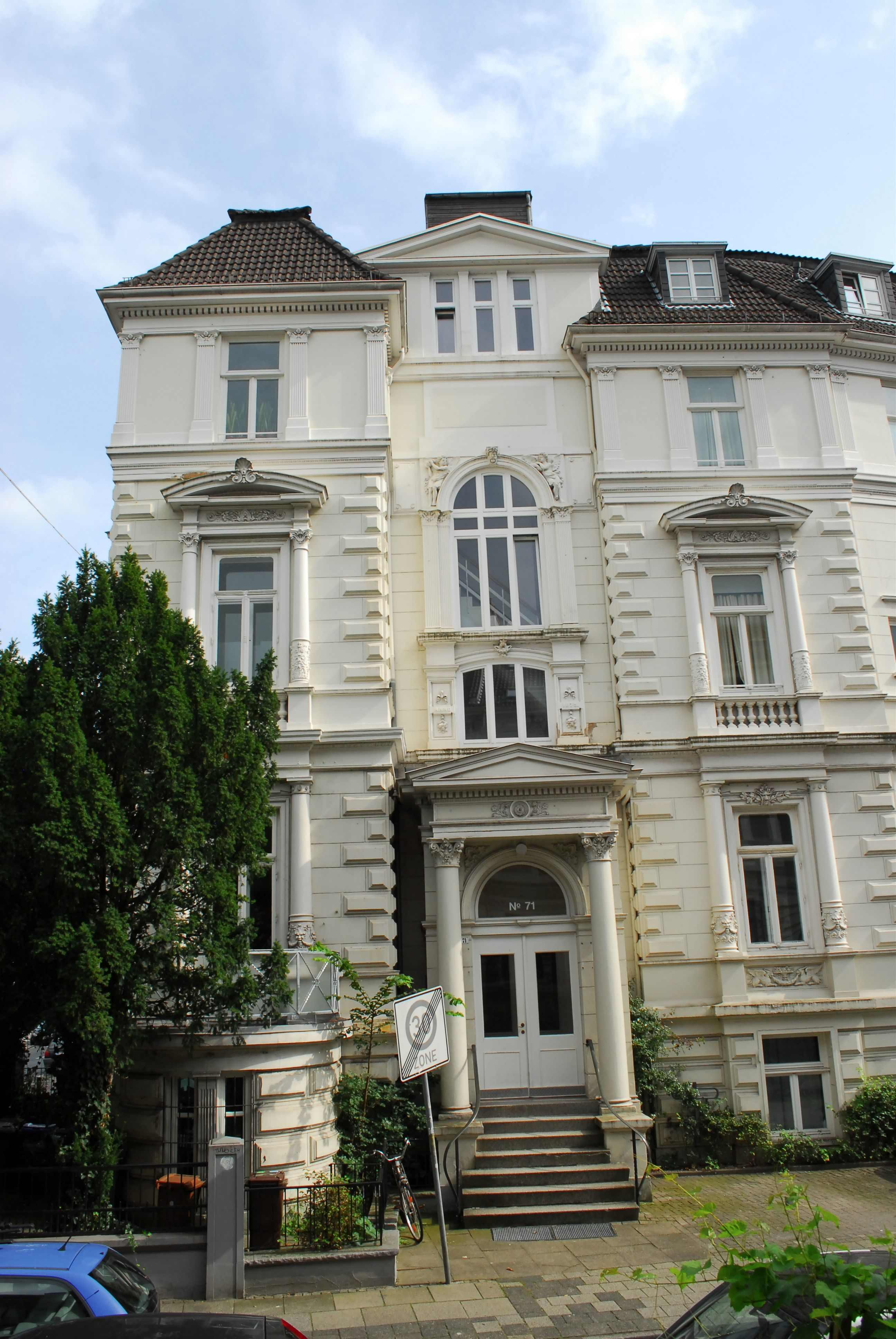
Nr. 71
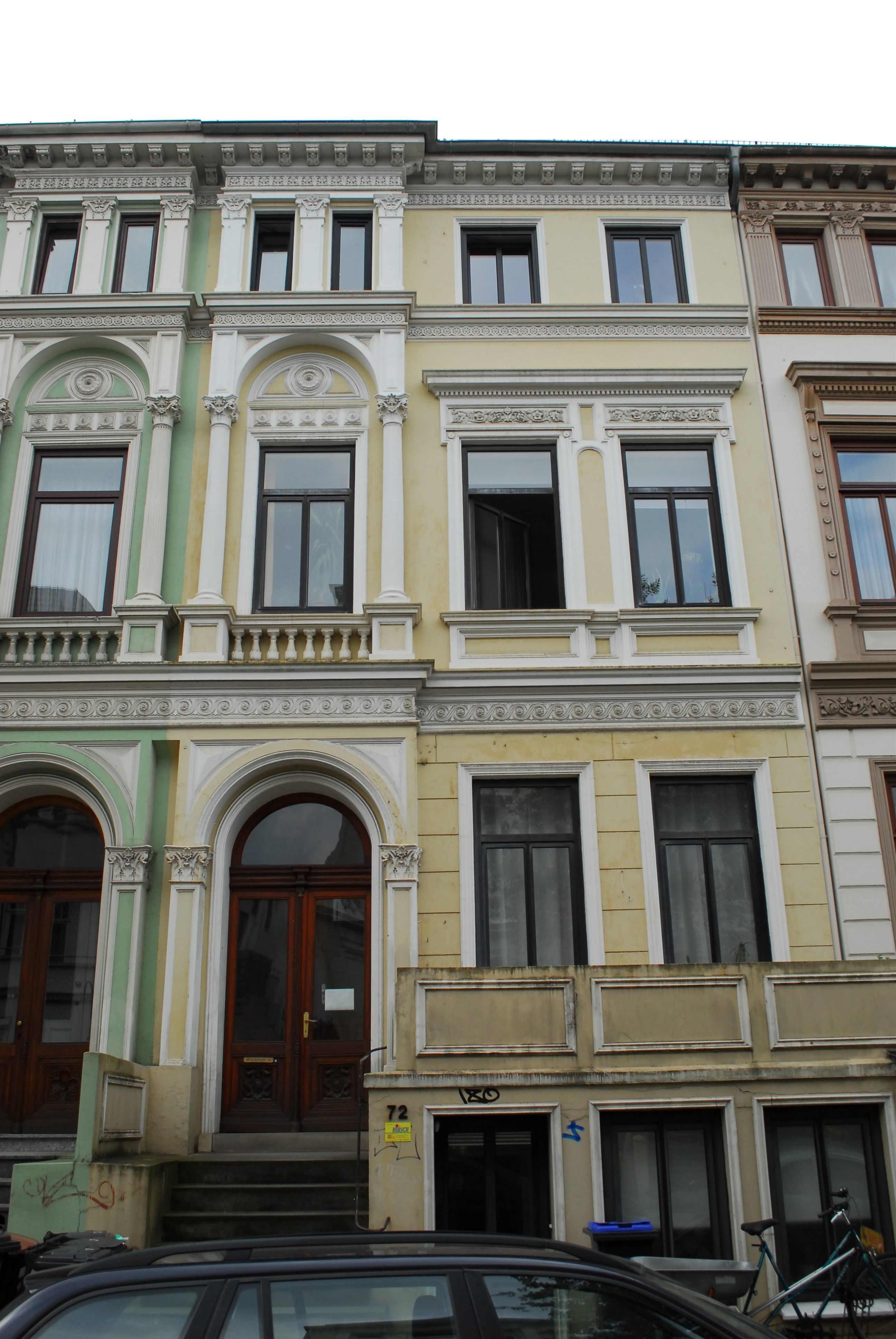
Nr. 72
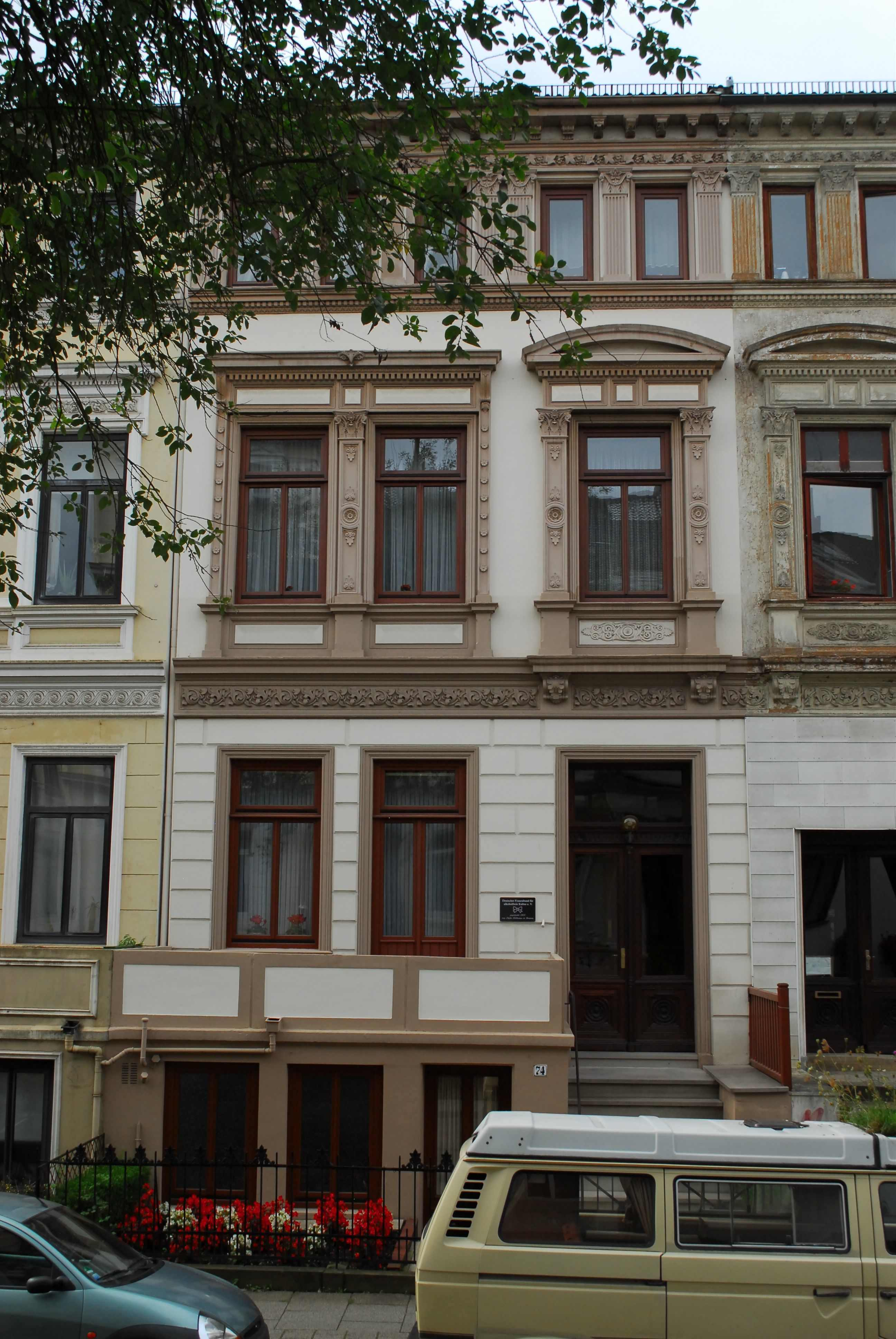
Nr. 74
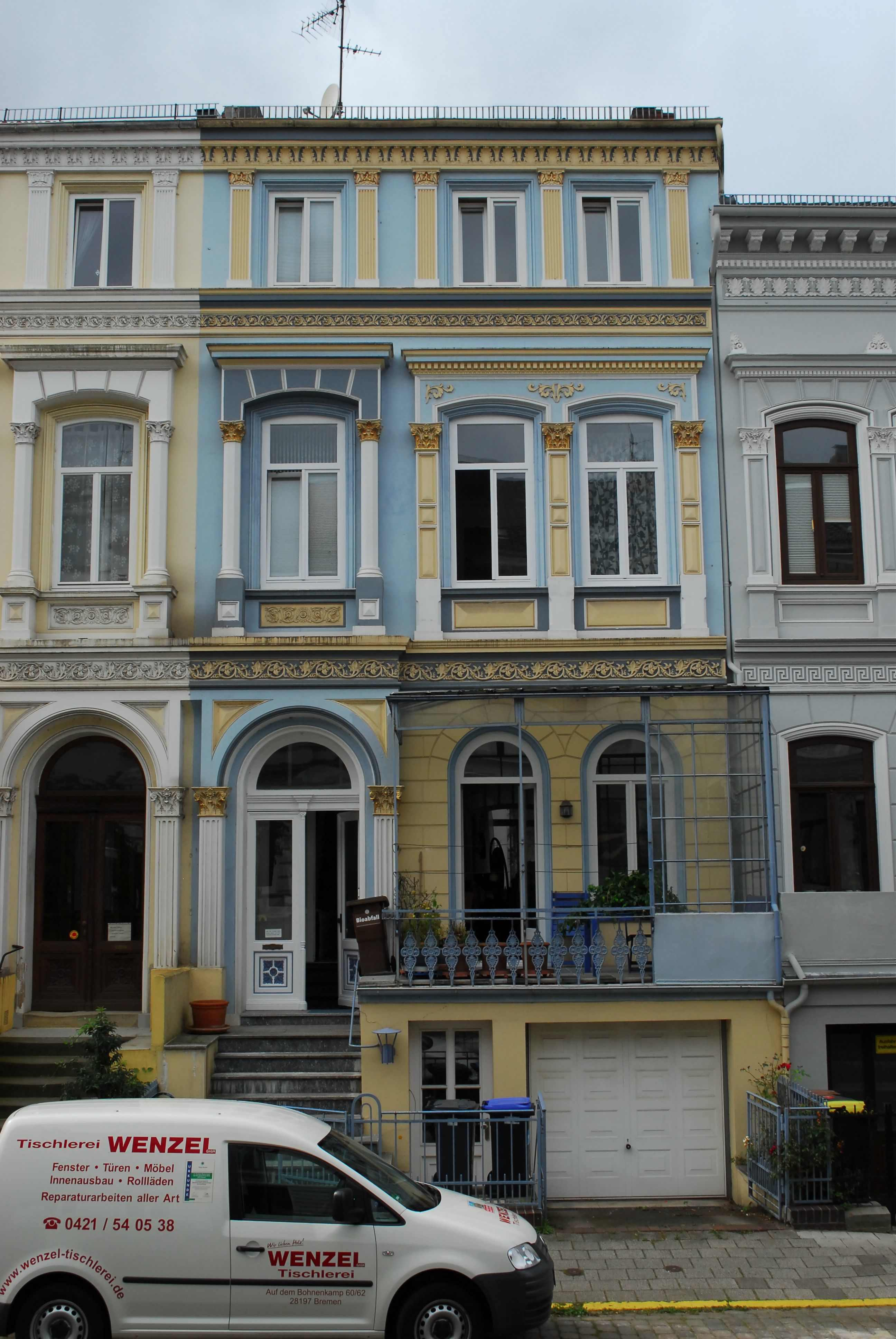
Nr. 80
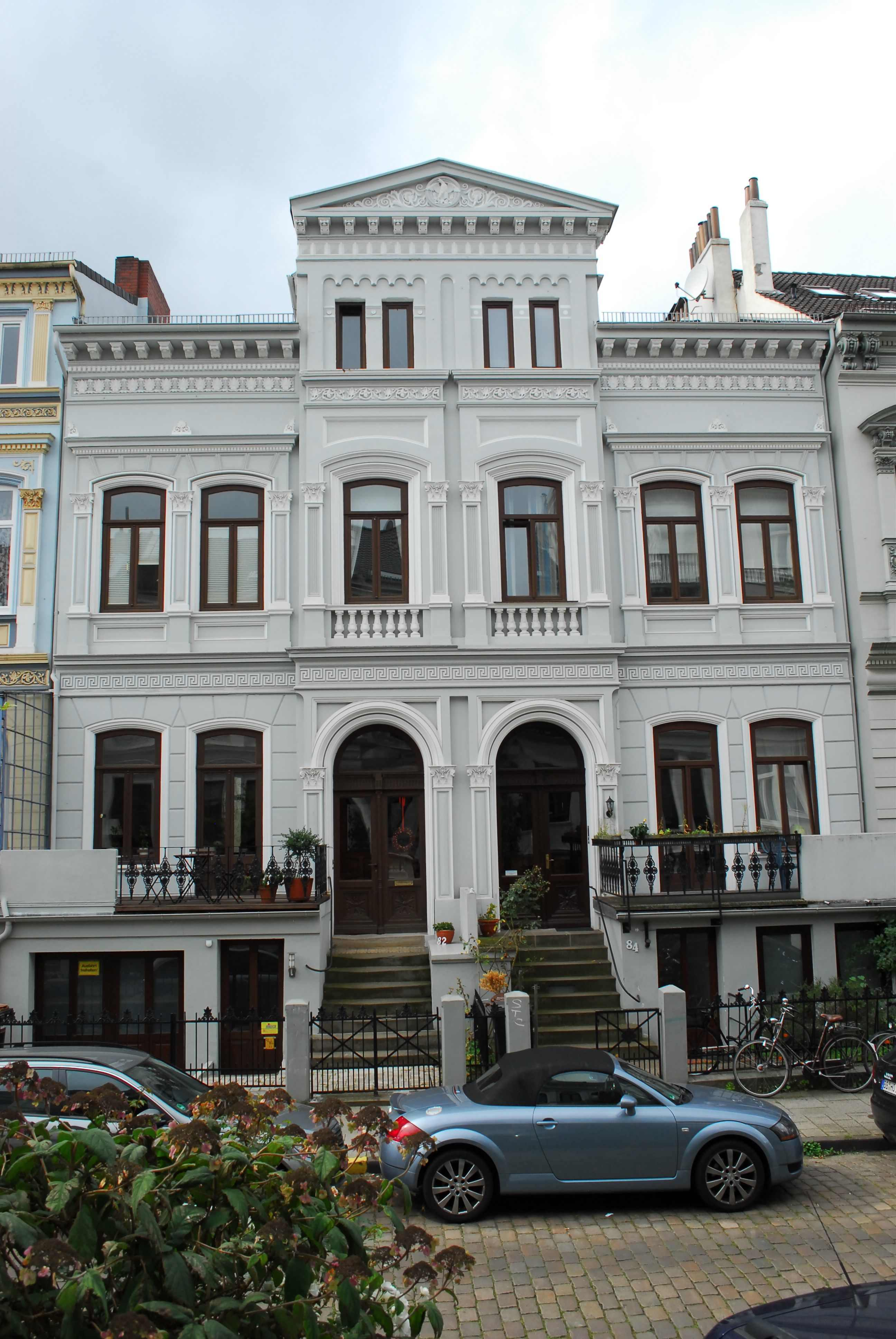
Nr. 82
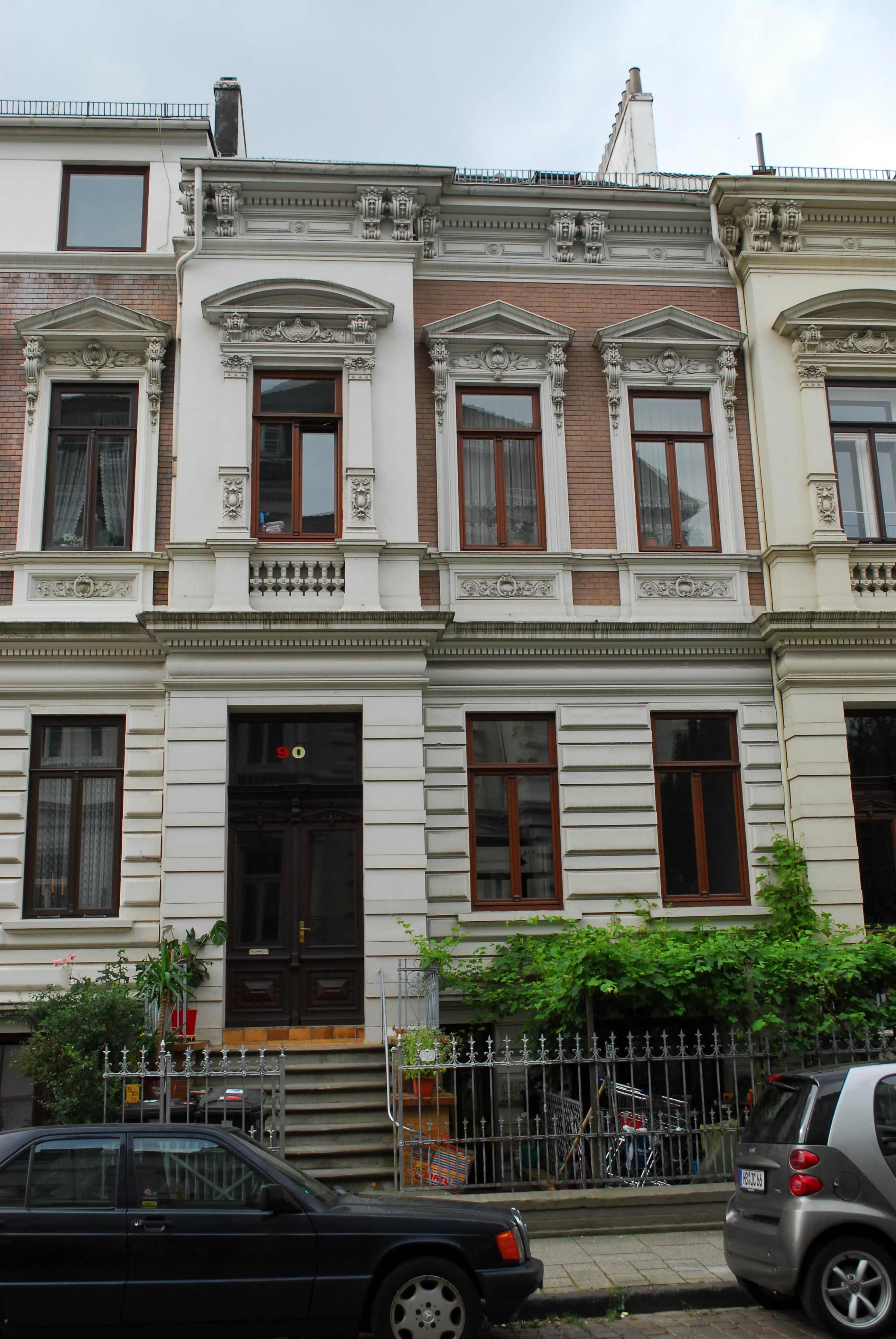
Nr. 90
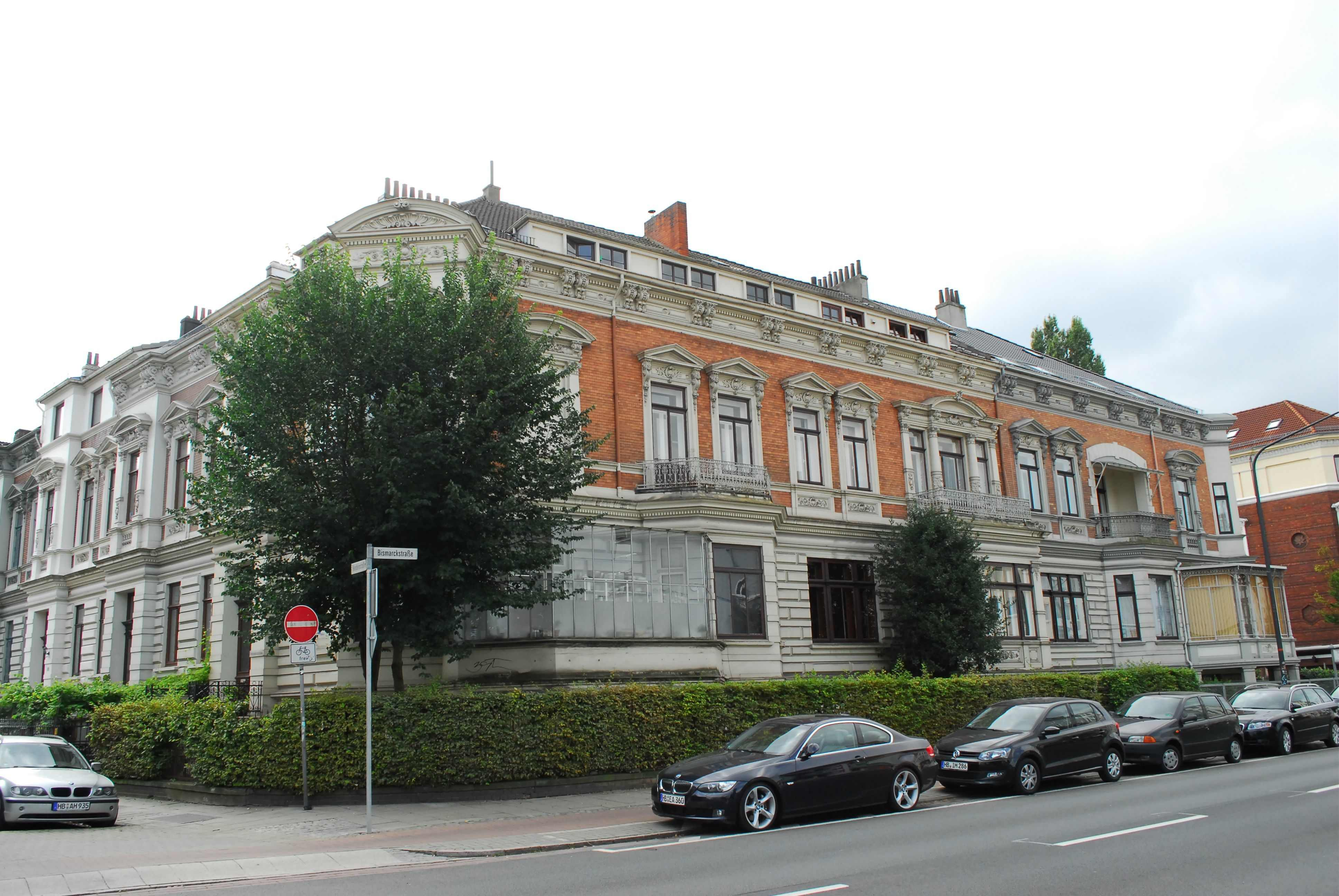
Nr. 92 Ecke Bismarckstraße